# Судосево
Судо́сево (рос. Судосево, ерз. Судось веле) — село у складі Беликоберезниківського району Мордовії, Росія. Адміністративний центр Судосевського сільського поселення.

## Населення
Населення — 412 осіб (2010; 523 у 2002).
Національний склад (станом на 2002 рік):
- росіяни — 80 %